# Hasegawaara
× Hasegawaara, (abreviado Hasgw) en el comercio, es un híbrido intergenérico entre los géneros de orquídeas Brassavola × Broughtonia × Cattleya × Laelia × Sophronitis. Fue publicado en Orchid Rev. 91(1077) cppo: 8 (1983).